# فومارين
الفومارين هو مشتق من مركب الكومارين (كومارين).